# Johann Wilhelm Wilms

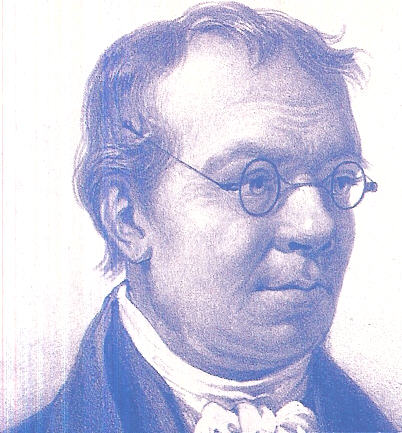
Johann Wilhelm Wilms.

Johann Wilhelm Wilms, född 30 mars 1772 i Witzhelden, död 19 juli 1847 i Amsterdam, var en nederländsk tonsättare.
Wilms var från 1791 musiklärare i Amsterdam och fick ett namn som kompositör av den nederländska nationalhymnen Wien Neêrlands bloed. Han skrev vidare sex symfonier, ouvertyrer, stråk- och pianokvartetter, flöjt- och klarinettkonserter, pianostycken och sånger.